# Liste von Rebsorten/I
Legende, Erläuterungen und Quellen: Siehe Hauptartikel!
Hinweise zu Änderungen bzw. Ergänzungen siehe Diskussion.
| Rebsorte - wichtige Synonyme | VIVC | Bild | Verw.   | H.  | Spe.  | Abstammung                                                  | Zü.J. | ha 2016 | Anbauländer                                                  |
| --- | ---- | ---- | ------- | --- | ----- | ----------------------------------------------------------- | ----- | ------- | ------------------------------------------------------------ |
| Ignea |      |      | TT      | ITA | V.Vi. | Delizia di Vaprio × Angelo Pirovano                         | 1925  | 1       | Frankreich                                                   |
| Ilichevskii Rannii - IlChevskii Rannii, Ilchevski Ranni, Iliciovski Ciornii Rannii, Iliciovski Ciornyi Rannii, Iliczewski Rani, Iljicsevszkij                                             |      |      | RWT     | UKR | I. C. | Severnyi × Odesskii Ustoichivi                              |       |         | Moldawien                                                    |
| Imperial Napoleon - Aledo Negro, Alicante Imperial, Alicante Negro, Almeria Negra, Almeria Negre, Almeria Nera, Don Mariano, Imperial, Imperiales, Mariamas Imperiales, Marianas, Mariano |      |      | TT      | ESP | V.Vi. |                                                             |       | 0       | Spanien                                                      |
| Imperiale - Imperial Seedless |      |      | TT      |     |       |                                                             |       | 1       | Peru                                                         |
| Impero |      |      | TT      | ITA | V.Vi. | Muscat Hamburg × Ciclopica                                  | 1925  |         |                                                              |
| Impigno |      |      | WWT     | ITA | V.Vi. | Bombino Bianco × Quagliano                                  |       | 2       | Italien                                                      |
| Incrocio Manzoni 2.15 - Manzoni Nero |      |      | RWT     | ITA | V.Vi. | Cabernet Franc × Glera                                      | 1920  | 72      |                                                              |
| Incrocio Terzi N. 1 |      |      | RWT     | ITA | V.Vi. | Barbera Nera × Merlot Noir                                  |       | 12      |                                                              |
| Invernenga - Bernestia, Brumesta, Imbrunesca, Invernenga Bresciana, Invernesca, Pergola, Pergolese, UaMbrunesca                                                                           |      |      | WWT, TT | ITA | V.Vi. |                                                             |       | 5       | Italien                                                      |
| Iordan - Ananas, Ananasse, Ardany, Baldoaie, Baldoale, Baldouie, Corb Alb, Corbeau Blanc                                                                                                  |      |      | WWT     | MDA | V.Vi. |                                                             |       | 311     | Rumänien                                                     |
| Irsai Oliver - Aranylo, Aranylo Korai, Carola, Early Ripening Golden Grape, Irchai Oliver, Irsai, Irsai Muskotaly, Irsai Oliver Muskotaly                                                 |      |      | WWT, TT | HUN | V.Vi. | Weißer Pressburger × Perle von Csaba                        | 1930  | 1.790   | Ungarn, Russische Föderation, Schweiz, Tschechien, Slowakei  |
| Isa |      |      | TT      | FRA |       | Gloria Hungariae × Cardinal                                 | 1964  | 5       | Frankreich                                                   |
| Isabella - Lidia, Isabel, Isabel Precoce, Frutilla |      |      | RWT, TT | USA | I. C. | Vitis Labrusca Linne × Vitis Vinifera Subsp. Vinifera Linne |       | 17.813  | Moldawien, Ukraine, Russische Föderation, Brasilien, Uruguay |
| Italia - Dona Sofia, I.P. 65, Ideal, Iri Daneli Ak Uezuem, Iri Daneli Akuezuem, Iri Taneli Ak Uezuem, Italia Bianca, Italia Blanche                                                       |      |      | WWT, TT | ITA | V.Vi. | Bicane × Muscat Hamburg                                     | 1911  | 5.188   | Spanien, Peru, Frankreich, Brasilien, Argentinien, Taiwan    |
| Italica - Incrocio Cosmo 103 |      |      | WWT     | ITA | V.Vi. | Verdiso × Welschriesling                                    | 1976  | 47      | Italien                                                      |
| Ives Noir - Bordo, Ives, Ives Madeira |      |      | RWT     | USA | I. C. | Hartford                                                    | 1844  | 16      | USA                                                          |
| Izsaki sárféher - Alfoelditraube Weiss, Arany Sarfeher, Dinka Feher, Feher Dinka, Feher Kadarka, Feher Muskotaly, Feherkadarka, Huszar Dinka                                              |      |      | WWT     | HUN | V.Vi. |                                                             |       | 1133    | Ungarn                                                       |